# Guy Bouthillier
Pour les articles homonymes, voir Bouthillier.
Guy Bouthillier (né en 1939) est un militant nationaliste et un politologue québécois. De 1997 à 2003, il était le président de la Société Saint-Jean-Baptiste de Montréal. 
Après avoir reçu son diplôme en droit à l'Université McGill, il suit les cours et séminaires du cycle supérieur d'études politiques à "Sciences Po" (Fondation nationale des sciences politiques), où il obtient un doctorat de spécialité "études politiques" avec la mention la plus haute (très honorable). De retour au Québec, il enseigne la science politique à l'Université de Montréal.
Militant linguistique, Bouthillier publie Le choc des langues au Québec en 1972 et accède à la tête du Mouvement Québec français pendant les années 1980. 
En 1989, il organise une manifestation de 60 000 personnes dans le Champ-de-Mars qui demandent la conservation de la Loi 101 dans son intégralité.
Il déclenche l'« affaire Bouthillier » en 1998 lorsqu'il suggère que le droit de vote devrait être réservé aux citoyens maîtrisant la langue française. 
Il est réélu à la tête de la SSJB en 2001. Avec Bernard Landry, il est responsable de la création de la fête des Patriotes, qui a remplacé la fête de Dollard. 
Jean Dorion lui succède à la tête de la Société en mars 2003.
Le réalisateur Jacques Godbout inclut Guy Bouthillier dans son documentaire Traître ou Patriote.  

## Ouvrages publiés
- Le choc des langues au Québec, 1760-1970, 1972.
- Georges-Émile Lapalme, 1988.
- À armes égales: Combat pour le Québec français, 1994.
- L'obsession ethnique: Essai, 1997.

## Citation
- « Nous ne voulons rien que la loi 101, mais toute la loi 101. » (1989)